# Сагуаро (национален парк)
Националният парк Сагуаро (на английски: Saguaro National Park) се намира в югозападната част на САЩ, в щата Аризона. През 1933 г. е обявен за национален паметник, а през 1994 година получава статута на национален парк. Той е станал олицетворение на представата за Дивия Запад с огромните си кактуси на фона на разноцветните залези.
В него се различават два основни района, разделени от град Тусон: планината Ринкон (западната част) и планината Тусон (източната част). Ринкон е с много по-голяма надморска височина от Тусон.

## История
Съществуват доказателства, че хора са населявали тези земи преди повече от 12 000 години. Преди около 2300 години по тези места се заселват индианските племена Hohokam, които се занимават със земеделие и районът процъфтява. Тази култура изчезва през 15 век.
Първите европейци пристигат през 1694 г. начело с мисионера отец Еузебио Кенио. От 1821 до 1854 г. този район е част от Мексико и става част от САЩ през 1854 г.

## Флора и фауна
В парка съществува разнообразие на растителните видове – около 2700, като между тях 50 вида кактуси. Най-многобройният и известен от тях е огромният кактус сагуаро, който дава и името на парка. Интересното за него е, че в началото расте много бавно. В първите 5 – 6 години от живота си пораства само около 10 – 12 cm. През най-бурното си развитие обаче може да расте по метър-два на година. Пълно му развитие трае около 80 години. Достига 15 m височина и живее до 200 години. В парка растат разнообразни цветя, които цъфтят през април и май всяка година и обагрят склоновете в оранжево, жълто, червено и лилаво.
Животинските представители са птици, гущери, койоти, лисици и зайци. Много от тях се приспособяват към нощен начин на живот.

## Климат
Климатът се мени от ниските пустинни райони до високите планински. Годишните валежи са средно около 250 mm.